# ニワトコ
ニワトコ（接骨木、庭常、学名: Sambucus racemosa subsp. sieboldiana）はガマズミ科ニワトコ属の落葉低木または小高木。別名セッコツボク。山菜や民間薬に利用される。

## 名称
日本の漢字表記である「接骨木」（ニワトコ／せっこつぼく）は、枝や幹を煎じて水あめ状になったものを、骨折の治療の際の湿布剤に用いたためといわれる。中国植物名は、「無梗接骨木（むこうせっこつぼく）」といい、ニワトコは中国で薬用に使われる接骨木の仲間であり、中国名（漢名）で接骨木といえばトウニワトコを指す。
地方により、ヤマダズ（山たづ）、タズノキ（タヅノキ）、ダイノコンゴウ（関東地方）などの方言名がある。「山たづ」は、日本最古の歌集『万葉集』にも詠まれた呼び名で、対生の羽状複葉をツルの羽を広げた姿に見立てたもので、ツルの古名「たづ」からきているとする説がいわれている。
日本での古名はミヤツコギ（造木）と称されており、平安時代の本草書『本草和名』に「接骨木、和名美也都古木」とあり、平安時代後期の歌人源俊頼の自撰歌集『散木奇歌集』には「春たてば 芽ぐむ垣根の みやつこ木 我こそ先に 思ひそめしか」と詠まれている。ミヤツコギの名は「宮仕う木」に由来し、紙を切って木に挟み神前に捧げた幣帛（御幣）が、大昔は木を削って作られた木幣だったものと推定され、その材料に主にニワトコが用いられたとの説がいわれている。
また古事記「允恭天皇記」が伝える衣通王の歌に「山たづ」が歌われ、「山たづは今の造木なり」との注釈がある。

## 分布と生育環境
日本では、北海道、本州、四国、九州（対馬・甑島・種子島・奄美大島を含む）に分布し、日本国外では、朝鮮半島や中国に分布する。暖地の丘陵、山麓、谷間などの、原野や山野の林縁などいたるところにみられ、湿気があって日当たりのよい所に多い。古来より栽培もされていて庭にも植えられる。

## 特徴
落葉広葉樹の低木。樹形は下部からよく分枝し、枝は独特な弧形を描き、高さは2 - 6メートル (m) になる。幹の古い樹皮は黒褐色で厚いコルク質があり、目の粗い深いひび割れが入る。枝は太めで毛はなく、樹皮は褐灰色で皮目があり、若い枝は緑色から灰褐色で、生長とともに厚いコルク質層が発達し、縦にひび割れが生じる。枝に太くて白い髄がある。早春に花序と葉が同時に芽吹く。
葉は対生し、奇数羽状複葉で長さ8 - 30センチメートル (cm)、花のつかない枝の葉は長さ8 cmの葉柄を含めて45 cmになる。小葉は長さ5 - 12 cm、幅1 - 3.5 cmの先のとがった長楕円形から広楕円形で、基部は円形か円いくさび形になり、短い小葉柄があり、縁には細鋸歯がある。花のつく枝の小葉は2 - 3対、つかない枝のものは3 - 6対となる。
花期は春（3 - 5月）。芽吹きとともに小さな白い花を咲かせる。若葉が開くとすぐに、今年枝の先端に長さ幅とも3 - 10 cmになる円錐花序をだし、淡黄白色の小さな花を多数つける。花冠は径4 - 5ミリメートル (mm) で5深裂し、かすかに匂いがある。雄蘂は5個で花弁より短い。子房は鐘状で3室からなる。
果期は6 - 7月。果実は長さ3 - 5 mmになる球卵形の核果となり、梅雨のころに赤色から暗赤色に熟す。中に3個の種子が入る。果実が黄色に熟す種がまれにあり、キミノニワトコという。果実の中には3個の種子があるが、成熟するのは1 - 2個で、残りは不稔となる。
冬は枝先が枯れることが多いことから、冬芽の頂芽は発達せず、側芽は枝に対生する。頂芽は副芽を伴い、6 - 8枚の芽鱗に覆われる。花芽は大きく、広楕円形で丸みを帯び、葉芽は長卵形である。冬芽のわきにある葉痕は大きく、半円形で維管束痕が3 - 5個つく。
- 蕾
- 花序
- 果実

## 栽培
実生または、挿し木で繁殖させる。定植後に、根元から側芽が多数生えるので、2 - 3本を残して旧枝を剪定する。

## 利用など
若葉を山菜にして食用としたり、その葉と若い茎を利尿剤に用いたり、また材を細工物にするなど、多くの効用があるため、昔から庭の周辺にも植えられた。魔除けにするところも多く、日本でも小正月の飾りや、アイヌのイナウ（御幣）などの材料にされた。樹皮や木部を風呂に入れ、入浴剤にしたり、花を黒焼にしたものや、全草を煎じて飲む伝統風習が日本や世界各地にある。

### 食用
若葉は山菜として有名で、天ぷらにして食べられる。採取時期は3 - 4月ごろが適期で、すんぐりとしたはかまの間から出る若芽を摘み取る。はかまを取り除いて天ぷらにするほか、よく茹でて水にさらし、おひたしにしたり、ごま・酢味噌・からしなどで和えた和え物にする。食味は独特の味と舌ざわりがあり、滋養強壮によいとされる。ニワトコの若葉の天ぷらは「おいしい」と評されるが、青酸配糖体を含むため多食は危険である。体質や摂取量によっては下痢や嘔吐を起こす中毒例が報告されている。
果実は焼酎に漬け、果実酒の材料にされる。

### 薬用
春から夏に採取した葉を細かく切って天日乾燥させたものは生薬になり、「ニワトコ」もしくは「接骨木葉」と称して民間薬として使われる。水腫、利尿、発汗、筋骨挫傷について薬効があり、便秘、水種、浮腫を目的に、葉1日量5 - 10グラムを水400 - 600 ㏄で半量になるまで煎じ、3回に分けて服用する用法が知られている。挫傷には茎葉の10グラムを300 ccの水で煎じて、患部を温罨法する。葉や枝の黒焼きを打撲の民間薬にもした。また、古代エジプトでは糖尿病の症状である多尿の治療のために、ニワトコの実や新鮮なミルクを混ぜたものが飲まれていたという記録が残されている。
枝は夏に採取して細かく刻み天日乾燥させたものが利用される。打撲、捻挫、あせも、湿疹、神経痛に、枝の乾燥品1回量5 - 10グラムを布袋に入れて、浴湯料として風呂に入れて使用する方法が知られている。

### 実験材料
枝の髄は太く発達し、若い枝から抜き出した髄を乾燥させたものは、顕微鏡観察の標本用に、生物組織から徒手にて薄い切片を切り出すときの支持材（ピス）の材料として利用され、今日でもキノコの同定などで簡易に組織切片を得るときなどに重用されている。

## 下位分類
- オオニワトコ Sambucus racemosa L. subsp. sieboldiana (Miq.) H.Hara var.  major  (Nakai) Murata - 日本海側の多雪地帯に分布する。
- エゾニワトコ Sambucus racemosa L. subsp. kamtschatica (E.L.Wolf) Hultén - 北海道、本州の関東地方北部以北に分布し、標高の高い場所（北海道で200 - 500 m、本州で1,750 m以上）に生育する。外国では、朝鮮中北部、中国東北部、南千島、樺太、カムチャツカに分布する。花序に毛状の突起がある[12]。
- セイヨウニワトコ Sambucus nigra L. - 花にマスカットのような良い香りがあり、赤実と黒実がある[16]。実はジャムなどに、葉、枝、根は薬として利用されている。

ニワトコは小葉の数、形、大きさや果実の色などに変異が多く、この他に多くの品種（form）がある。